# 帕納西夫卡 (柳巴爾區)
49°54′10″N 27°52′34″E / 49.90278°N 27.87611°E
帕納西夫卡（烏克蘭語：Панасівка）是烏克蘭北部的村莊，隸屬日托米爾州的日托米爾區。該村始建於1814年，面積14.09平方公里，海拔高度247米，2001年人口357，人口密度每平方公里25.34人。